# Brasilianisches Indianerstatut
Das Brasilianische Indianerstatut (portugiesisch Estatuto do Índio) beruht auf dem brasilianischen Bundesgesetz Nr. 6001 vom 19. Dezember 1973, unterzeichnet von Emílio G. Médici, Alfredo Buzaid, Antônio Delfim Neto und José Costa Cavalcanti. Es wurde am 21. Dezember 1973 im staatlichen Amtsblatt veröffentlicht und verfügt über die Beziehung zwischen Staat und Bevölkerung zu der indigenen Bevölkerung Brasiliens. 
Das brasilianische Indianerstatut entwickelt den Grundsatz des brasilianischen Zivilgesetzbuches von 1916 weiter und stuft die indigene Bevölkerung Brasiliens als „eingeschränkt handlungsfähig“ ein, welche durch eine staatliche Behörde bevormundet wird. Heute ist diese Behörde die Fundação Nacional do Índio (FUNAI).
Im ersten Artikel führt das Indianerstatut sein Hauptziel folgendermaßen auf: „die indigene Bevölkerung auf harmonische und fortschrittliche Art und Weise in die brasilianische Gesellschaft zu integrieren“ („integrar os índios à sociedade brasileira, assimilando-os de forma harmoniosa e progressiva“).

## Das Indianerstatut und die Verfassung von 1988
Die Verfassung von 1988 behandelt die indigene Bevölkerung fortschrittlicher. Sie erkennt die unterschiedliche und eigenständige kulturelle Identität (Soziale Organisation, Bräuche, Sprachen, Glauben und Tradition) der indigenen Bevölkerung an und garantiert ihr das Recht, diese Identität beizubehalten, fundamentiert darin, dass dieses Recht älter ist als die Deklaration der Nation Brasilien. Des Weiteren wird der indigenen Bevölkerung die Nutzung ihrer traditionellen Ländereien zugesichert. Als neues Grundkonzept galt nun, dass die Verantwortung des Staates vor allem darin liegt, diese Rechte der Indianer gegenüber der brasilianischen Bevölkerung zu vertreten.
Anhand dieser Änderung der Verfassungsgrundrechte zeigte sich die Notwendigkeit, das Indianerstatut dementsprechend zu revidieren. In diesem Sinne wurden drei Gesetzesprojekte, eines von der Exekutive und zwei von nichtstaatlichen Organisationen, entworfen und dem nationalen Parlament vorgelegt. 1992 wurde ein spezialisiertes Parlamentskomitee ins Leben gerufen, um dieses Vorhaben zu studieren. Im Juni 1994 wurde von diesem Komitee ein Gesetzentwurf, der das Indianerstatut an die neuen Gegebenheiten anpasst, gutgeheißen. Im Dezember 1994, bevor dieser Gesetzesentwurf an den Senat weitergeleitet wurde und nach neuen Präsidentschaftswahlen, beantragten einige Parlamentarier anhand eines Rekurses, dass der Gesetzesentwurf der Vollversammlung des Parlaments vorgelegt wird und diese zuerst darüber abstimmt. Bisher wurde noch nicht darüber abgestimmt und der Fortschritt zur Anerkennung des neuen Gesetzes ist wegen geteilter Meinungen eingefroren. 
Neben der offiziellen Demarkierung ihrer Ländereien ist die Revision des Indianerstatuts eine der bedeutendsten heutigen Forderungen der indigenen Bevölkerung Brasiliens.